# Décès en 1014
Décès
- 1010
- 1011
- 1012
- 1013
- 1014
- 1015
- 1016
- 1017
- 1018

Cette page dresse une liste de personnalités mortes au cours de l'année 1014 :
- 3 février : Sven « à la Barbe fourchue », roi de Danemark, d'Angleterre et de Norvège.
- 21 mars : Reglindis, princesse polonaise, membre de la dynastie Piast et margravine de la marche de Misnie.
- 23 avril (bataille de Clontarf) : 
  - Brian Boru, roi d'Irlande.
  - Murchad mac Briain, fils aîné de Brian Boru.
  - Máel Mórda mac Murchada, roi de Leinster.
  - Sigurd Hlodvirsson, jarl des Orcades.
- 7 mai : Bagrat III, fondateur du royaume unifié de Géorgie.
- 25 juin : Æthelstan, fils aîné du roi d'Angleterre Æthelred le Malavisé.
- août : Pandolf II « l'Ancien », prince de Bénévent et de Capoue.
- 6 octobre : Samuel, tsar de Bulgarie.
- 14 décembre : Arduin d’Ivrée, usurpateur du trône d'Italie.

- Dúnlaing mac Tuathal, roi de Leinster.
- Gilbert, évêque d'Évreux.
- Hugues III, comte du Maine.
- Prokulf, évêque missionnaire.
- Rajaraja, souverain important de la dynastie tamoule Chola.
- Rotboald II, comte de Provence.
- Théophylacte Botaniatès, général byzantin et gouverneur de Thessalonique.

## Crédit d'auteurs
- Cet article est partiellement ou en totalité issu de l'article intitulé « 1014 » (voir la liste des auteurs).